# Sloan Digital Sky Survey
A Sloan Digital Sky Survey (SDSS, Sloan Digitális Égboltfelmérési Program) égboltfelmérés, melyet az új-mexikói Sacramento-hegységben található, az Új-mexikói Állami Egyetem területén külön erre a célra épített, 2,5 méteres átmérőjű, nagy látószögű tükrös távcsővel a Apache Point Obszervatóriumban folytatnak. A felmérést öt színben, a látható fény tartományában és a közeli infravörösben végzik. 2000-ben kezdődött, célja az égbolt mintegy 25%-ának lefotózása a külön erre a célra tervezett, 120 megapixeles CCD érzékelővel. A fényes, vörös galaxisokat z=0,4 vöröseltolódásig, a kvazárokat z=5-ig képes észlelni.

## Az SDSS-II
Az eredeti program 2000-től 2005-ig tartott, és többek között 675 000 galaxis, 90 000 kvazár és 185 000 csillag színképét rögzítették. A programot meghosszabbították 2008-ig, ez az SDSS-II, mely több alprogramot is tartalmaz (Sloan Legacy Survey, Sloan Supernova Survey, SEGUE).

## Az SDSS-III
2008 elején döntöttek az SDSS-III programról, így a megfigyelések finanszírozása 2014-ig biztosított. Négy alprogramja a van, a BOSS (Baryon Oscillation Spectroscopic Survey, a világegyetem nagy léptékű szerkezetének tanulmányozására 10 milliárd fényévig), a SEGUE-II (Tejútrendszerünk térbeli szerkezetének további kutatására), az APOGEE (Apache Point Observatory Galactic Evolution Experiment, a Tejútrendszer magja környékének a csillagközi portól eltakart részének feltérképezésére), és a MARVELS (Exobolygók felfedezésére, ez utóbbira jellemző, hogy a megfigyelt csillagok száma nagyobb lesz, mint az összes többi exobolygó-kereső programban megfigyelt összes csillag).
A CCD 30 darab, 2048×2048 pixeles chipből áll, melyet 5 sorba helyeztek el, 354, 476, 628, 769, 925 nanométeres színszűrők mögé. A megörökíthető leghalványabb objektumok 24-25 magnitúdósak. A távcső minden éjszaka fix helyzetbe áll, és a Föld forgását kihasználva végigpásztáz egy sávot az égbolton, melyet az öt színszűrő mögé elhelyezett csipek megörökítenek. (Éjszakánként mintegy 200 GB adatot rögzítenek.)

## Lásd még
- Pan-STARRS
- Large Synoptic Survey Telescope
- Galaxy Zoo

## Külső hivatkozások
- A Sloan Digital Sky Survey honlapja
- Az SDSS SkyServer, magyarul